# Joannette Kruger
Ne pas confondre avec Marise Kruger, également joueuse de tennis.
Pour les articles homonymes, voir Kruger.
Joannette Kruger (née le 3 septembre 1973 à Johannesburg) est une joueuse de tennis sud-africaine, professionnelle de 1989 à 2003.
En 1997, elle a atteint les huitièmes de finale à l'US Open (battue par Venus Williams), sa meilleure performance en simple dans une épreuve du Grand Chelem.
Joannette Kruger a gagné trois tournois WTA au cours de sa carrière, dont deux en simple.

## Palmarès

### Titres en simple dames
| No | Date       | Nom et lieu du tournoi     | Catégorie | Dotation  | Surface      | Finaliste       | Score    |          |
| -- | ---------- | -------------------------- | --------- | --------- | ------------ | --------------- | -------- | -------- |
| 1  | 27-02-1995 | Puerto Rico Open, San Juan | Tier III  | 161 250 $ | Dur (ext.)   | Kyoko Nagatsuka | 7-6, 6-3 | Parcours |
| 2  | 14-07-1997 | Skoda Czech Open, Prague   | Tier IV   | 160 000 $ | Terre (ext.) | Marion Maruska  | 6-1, 6-1 | Parcours |

### Finales en simple dames
| No | Date       | Nom et lieu du tournoi            | Catégorie | Dotation  | Surface    | Vainqueure        | Score      |          |
| -- | ---------- | --------------------------------- | --------- | --------- | ---------- | ----------------- | ---------- | -------- |
| 1  | 23-02-1998 | IGA Tennis Classic, Oklahoma City | Tier III  | 164 250 $ | Dur (int.) | Venus Williams    | 6-3, 6-2   | Parcours |
| 2  | 24-09-2001 | Wismilak International, Bali      | Tier III  | 170 000 $ | Dur (ext.) | Angelique Widjaja | 7-62, 7-64 | Parcours |

### Titre en double dames
| No | Date       | Nom et lieu du tournoi | Catégorie | Dotation  | Surface      | Partenaire          | Finalistes                             | Score    |          |
| -- | ---------- | ---------------------- | --------- | --------- | ------------ | ------------------- | -------------------------------------- | -------- | -------- |
| 1  | 23-07-2001 | Idea Prokom Open Sopot | Tier III  | 170 000 $ | Terre (ext.) | Francesca Schiavone | Yuliya Beygelzimer Anastasia Rodionova | 6-4, 6-0 | Parcours |

### Finales en double dames
| No | Date       | Nom et lieu du tournoi   | Catégorie | Dotation  | Surface      | Vainqueures                       | Partenaire    | Score     |          |
| -- | ---------- | ------------------------ | --------- | --------- | ------------ | --------------------------------- | ------------- | --------- | -------- |
| 1  | 27-04-1998 | Croatian Ladies Open Bol | Tier IV   | 107 500 $ | Terre (ext.) | Laura Montalvo Paola Suárez       | Mirjana Lučić | Forfait   | Parcours |
| 2  | 30-07-2001 | PreCon Open Bâle         | Tier IV   | 140 000 $ | Terre (ext.) | María José Martínez Anabel Medina | Marta Marrero | 7-65, 6-2 | Parcours |

## Parcours en Grand Chelem

### En simple dames
| Année | Open d'Australie | Open d'Australie  | Internationaux de France | Internationaux de France | Wimbledon       | Wimbledon          | US Open         | US Open           |
| ----- | ---------------- | ----------------- | ------------------------ | ------------------------ | --------------- | ------------------ | --------------- | ----------------- |
| 1993  | 1er tour (1/64)  | Kimberly Po       | 1er tour (1/64)          | Linda Ferrando           | 1er tour (1/64) | Inés Gorrochategui | -               | -                 |
| 1994  | 1er tour (1/64)  | Marketa Kochta    | 3e tour (1/16)           | Steffi Graf              | 1er tour (1/64) | Elna Reinach       | 1er tour (1/64) | Elena Likhovtseva |
| 1995  | 2e tour (1/32)   | Angélica Gavaldón | 2e tour (1/32)           | Cătălina Cristea         | 1er tour (1/64) | Irina Spîrlea      | 2e tour (1/32)  | Arantxa Sánchez   |
| 1996  | 2e tour (1/32)   | Laurence Courtois | -                        | -                        | 1er tour (1/64) | Brenda Schultz     | 1er tour (1/64) | Kristie Boogert   |
| 1997  | 2e tour (1/32)   | Irina Spîrlea     | 1er tour (1/64)          | Lindsay Davenport        | 2e tour (1/32)  | Anke Huber         | 4e tour (1/8)   | Venus Williams    |
| 1998  | 3e tour (1/16)   | Anke Huber        | 2e tour (1/32)           | Silvia Farina            | 1er tour (1/64) | Dominique Monami   | 2e tour (1/32)  | Monica Seles      |
| 1999  | -                | -                 | 1er tour (1/64)          | Mary Pierce              | 1er tour (1/64) | Kim Clijsters      | -               | -                 |
| 2000  | -                | -                 | 1er tour (1/64)          | Miriam Oremans           | 1er tour (1/64) | Kristina Brandi    | 1er tour (1/64) | Arantxa Sánchez   |
| 2001  | 1er tour (1/64)  | Nuria Llagostera  | 2e tour (1/32)           | Nathalie Dechy           | 1er tour (1/64) | Marta Marrero      | 1er tour (1/64) | Dája Bedáňová     |
| 2002  | 1er tour (1/64)  | Meilen Tu         | -                        | -                        | -               | -                  | -               | -                 |
| 2003  | -                | -                 | 1er tour (1/64)          | Jennifer Capriati        | -               | -                  | -               | -                 |

À droite du résultat, l’ultime adversaire.

### En double dames
| Année | Open d'Australie            | Open d'Australie          | Internationaux de France  | Internationaux de France | Wimbledon                    | Wimbledon             | US Open                       | US Open                    |
| ----- | --------------------------- | ------------------------- | ------------------------- | ------------------------ | ---------------------------- | --------------------- | ----------------------------- | -------------------------- |
| 1994  | -                           | -                         | -                         | -                        | -                            | -                     | 1er tour (1/32) Bettina Fulco | Petra Ritter N. van Lottum |
| 1995  | 2e tour (1/16) Rita Grande  | E. Maniokova Leila Meskhi | 2e tour (1/16) Iva Majoli | E. Makarova E. Maniokova | 1er tour (1/32) Petra Ritter | N. Bradtke K. Radford | 1er tour (1/32) M. de Swardt  | Jana Novotná A. Sánchez    |
| 1996  | 1er tour (1/32) R. Dragomir | Yayuk Basuki Caroline Vis | -                         | -                        | -                            | -                     | 1er tour (1/32) Liezel Huber  | Lenka Cenková A. Olsza     |
| 2001  | -                           | -                         | -                         | -                        | -                            | -                     | 1er tour (1/32) Giulia Casoni | S. Williams V. Williams    |
| 2002  | 1er tour (1/32) Weingärtner | Galina Fokina Ostrovskaya | -                         | -                        | -                            | -                     | -                             | -                          |
| 2003  | -                           | -                         | -                         | -                        | -                            | -                     | 1er tour (1/32) Kirstin Freye | D. Hantuchová Chanda Rubin |

Sous le résultat, la partenaire ; à droite, l’ultime équipe adverse.

## Parcours aux Jeux olympiques

### En simple dames
| # | Date       | Nom de l'olympiade      | Surface    | Résultat        | Ultime adversaire | Score          |          |
| - | ---------- | ----------------------- | ---------- | --------------- | ----------------- | -------------- | -------- |
| 1 | 23/07/1996 | Summer Olympics Atlanta | Dur (ext.) | 1er tour (1/32) | Choi Young-ja     | 6-75, 6-2, 6-1 | Parcours |

## Parcours en Coupe de la Fédération
| #                                                                             | Date       | Lieu         | Surface      | Gagnante(s)      | Perdante(s)         | Score         |          |
|                                                                               |            |              |              |                  |                     |               |          |
| 1994 - 1er tour (groupe mondial) - Afrique du Sud - Paraguay - 3 : 0          |            |              |              |                  |                     |               |          |
| 1                                                                             | 18/07/1994 | Francfort    | Terre (ext.) | Joannette Kruger | Larissa Schaerer    | 6-2, 5-7, 6-3 | Parcours |
|                                                                               |            |              |              |                  |                     |               |          |
| 1994 - 2e tour (groupe mondial) - Afrique du Sud - Pays-Bas - 2 : 1           |            |              |              |                  |                     |               |          |
| 2                                                                             | 20/07/1994 | Francfort    | Terre (ext.) | Joannette Kruger | Brenda Schultz      | 6-4, 6-0      | Parcours |
|                                                                               |            |              |              |                  |                     |               |          |
| 1994 - 1/4 de finale (groupe mondial) - Allemagne - Afrique du Sud - 3 : 0    |            |              |              |                  |                     |               |          |
| 3                                                                             | 22/07/1994 | Francfort    | Terre (ext.) | Anke Huber       | Joannette Kruger    | 6-1, 6-2      | Parcours |
|                                                                               |            |              |              |                  |                     |               |          |
| 1995 - 1/4 de finale (groupe mondial) - France - Afrique du Sud - 3 : 2       |            |              |              |                  |                     |               |          |
| 4                                                                             | 21/04/1995 | Metz         | Terre (ext.) | Mary Pierce      | Joannette Kruger    | 6-4, 6-3      | Parcours |
| 4                                                                             | 21/04/1995 | Metz         | Terre (ext.) | Julie Halard     | Joannette Kruger    | 6-4, 7-5      | Parcours |
|                                                                               |            |              |              |                  |                     |               |          |
| 1995 - Barrage (groupe mondial I) - Afrique du Sud - Bulgarie - 5 : 0         |            |              |              |                  |                     |               |          |
| 5                                                                             | 22/07/1995 | Bloemfontein | Dur (ext.)   | Joannette Kruger | Lioubomira Batcheva | 6-0, 6-3      | Parcours |
| 5                                                                             | 22/07/1995 | Bloemfontein | Dur (ext.)   | Joannette Kruger | Pavlina Nola        | 6-3, 6-1      | Parcours |
|                                                                               |            |              |              |                  |                     |               |          |
| 1996 - 1/4 de finale (groupe mondial) - Espagne - Afrique du Sud - 3 : 2      |            |              |              |                  |                     |               |          |
| 6                                                                             | 27/04/1996 | Murcie       | Terre (ext.) | Arantxa Sánchez  | Joannette Kruger    | 6-3, 6-1      | Parcours |
|                                                                               |            |              |              |                  |                     |               |          |
| 1997 - 1/4 de finale (groupe mondial II) - Afrique du Sud - Australie - 2 : 3 |            |              |              |                  |                     |               |          |
| 7                                                                             | 01/03/1997 | Durban       | Dur (ext.)   | Annabel Ellwood  | Joannette Kruger    | 6-4, 6-3      | Parcours |
| 7                                                                             | 01/03/1997 | Durban       | Dur (ext.)   | Rachel McQuillan | Joannette Kruger    | 7-5, 6-4      | Parcours |
|                                                                               |            |              |              |                  |                     |               |          |
| 1997 - Barrage (groupe mondial II) - Autriche - Afrique du Sud - 3 : 2        |            |              |              |                  |                     |               |          |
| 8                                                                             | 12/07/1997 | Pörtschach   | Terre (ext.) | Barbara Paulus   | Joannette Kruger    | 6-4, 6-4      | Parcours |
| 8                                                                             | 12/07/1997 | Pörtschach   | Terre (ext.) | Barbara Schett   | Joannette Kruger    | 4-6, 6-4, 6-2 | Parcours |

## Classements WTA en fin de saison

### En simple
| Année | 1989 | 1990 | 1991 | 1992 | 1993 | 1994 | 1995 | 1996 | 1997 | 1998 | 1999 | 2000 | 2001 | 2002 | 2003 |
| Rang  | 453  | 370  | 274  | 97   | 128  | 79   | 30   | 126  | 27   | 30   | 130  | 59   | 46   | 449  | 844  |

Source : (en) « Classements de Joannette Kruger », sur le site officiel du WTA Tour

### En double
| Année | 1989 | 1990 | 1991 | 1992 | 1993 | 1994 | 1995 | 1996 | 1997 | 1998 | 1999 | 2000 | 2001 | 2002 | 2003 |
| Rang  | 482  | 443  | 268  | 195  | 721  | 144  | 179  | 295  | 317  | 245  | 188  | 201  | 99   | 955  | 761  |

Source : (en) « Classements de Joannette Kruger », sur le site officiel du WTA Tour